# Ubirajara (dinosauriër)

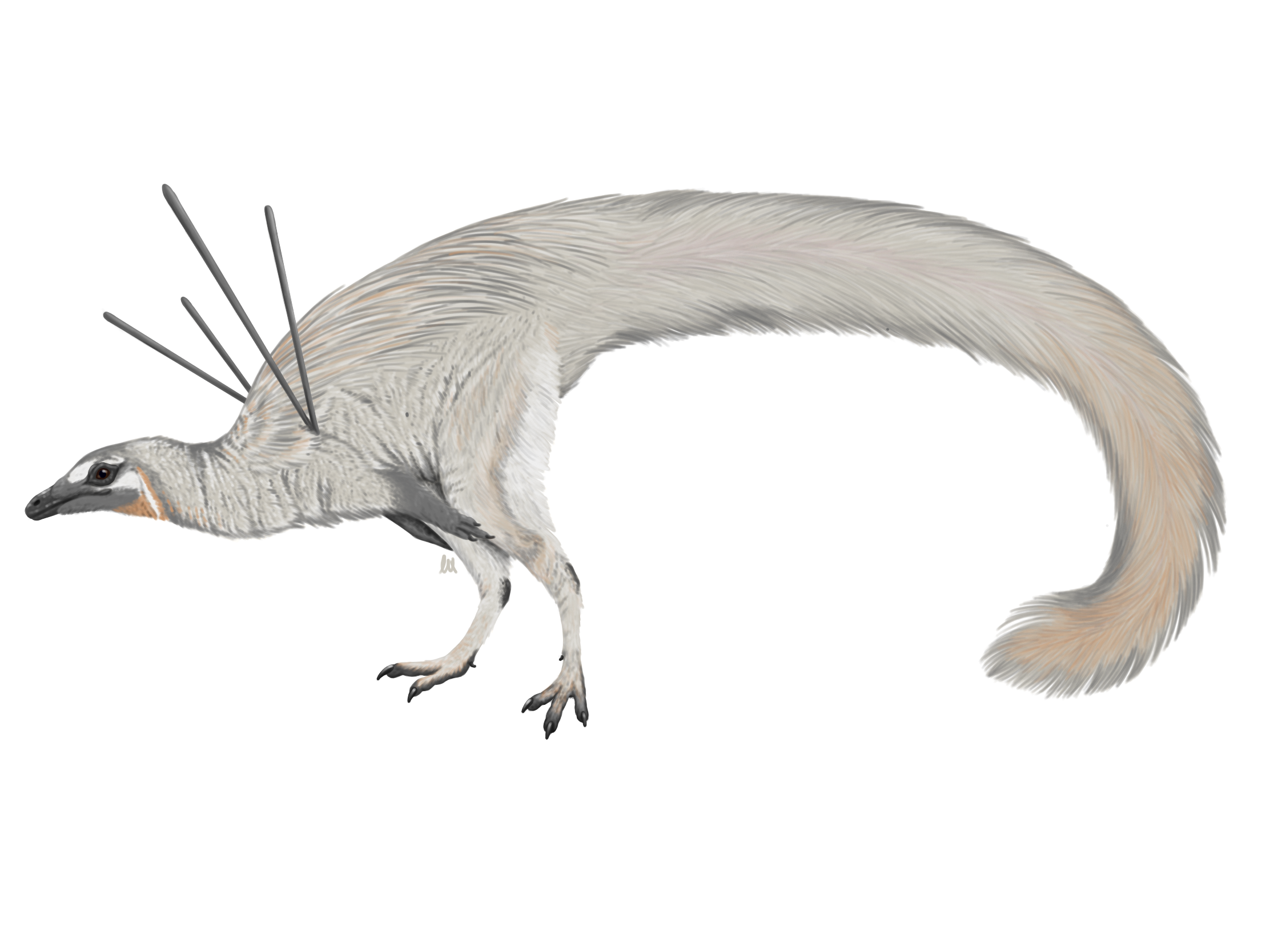
Ubirajara

Ubirajara jubatus is een theropode dinosauriër, behorend tot de Coelurosauria, die tijdens het vroege Krijt leefde in het gebied van het huidige Brazilië.

## Vondst en naamgeving

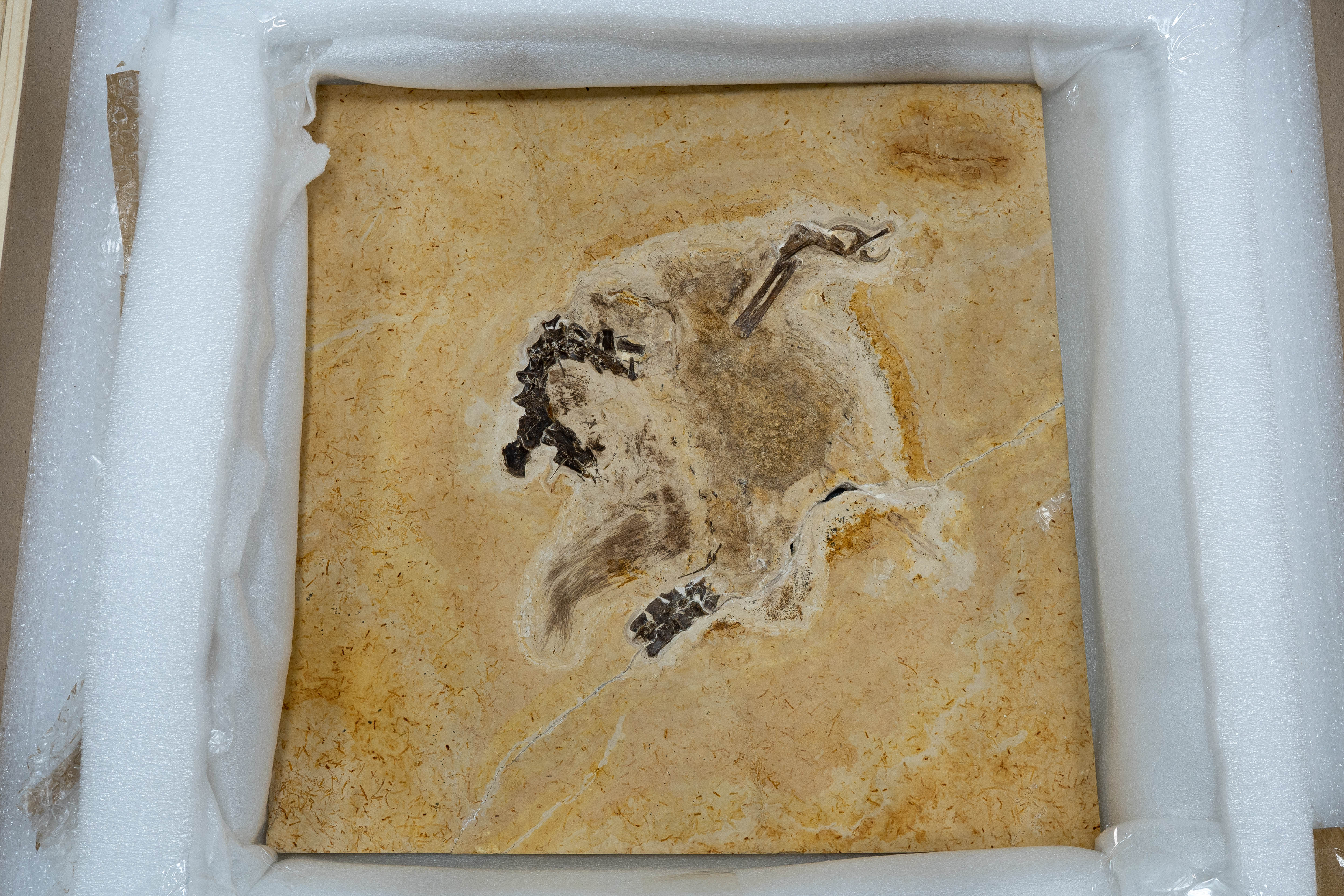
Het holotype

Het Staatliches Museum für Naturkunde Stuttgart verwierf in 1995 een aantal fossielen van illegale handelaren, vermoedelijk afkomstig van een groeve gelegen tussen Nova Olinda en Santana do Cariri. Men kreeg er een exportvergunning voor maar de benoeming van Ubirajara zou een discussie ontketenen over de geldigheid daarvan. Onder de fossielen bevond zich een kalkplaat. Die was gespleten door de handelaren maar liet slechts onduidelijke botresten zien. Jaren later onthulden röntgenfoto's door "Dino" Frey de aanwezigheid van een skelet van een kleine theropode. Dit skelet werd in Duitsland door Tim Niggemeyer verder geprepareerd met een scherpe stalen burijn. Volgens de Brazilianen had Frey echter een foute voorstelling van zaken gegeven. Het fossiel zou in 2006 door illegale fossielenhandelaren naar Europa zijn gesmokkeld en pas in 2009 door het SMNS zijn aangekocht. Er werd op gewezen dat 88% van alle fossiele soorten door Duitse instituties benoemd, gebaseerd waren op uit de Derde Wereld geïmporteerd materiaal.

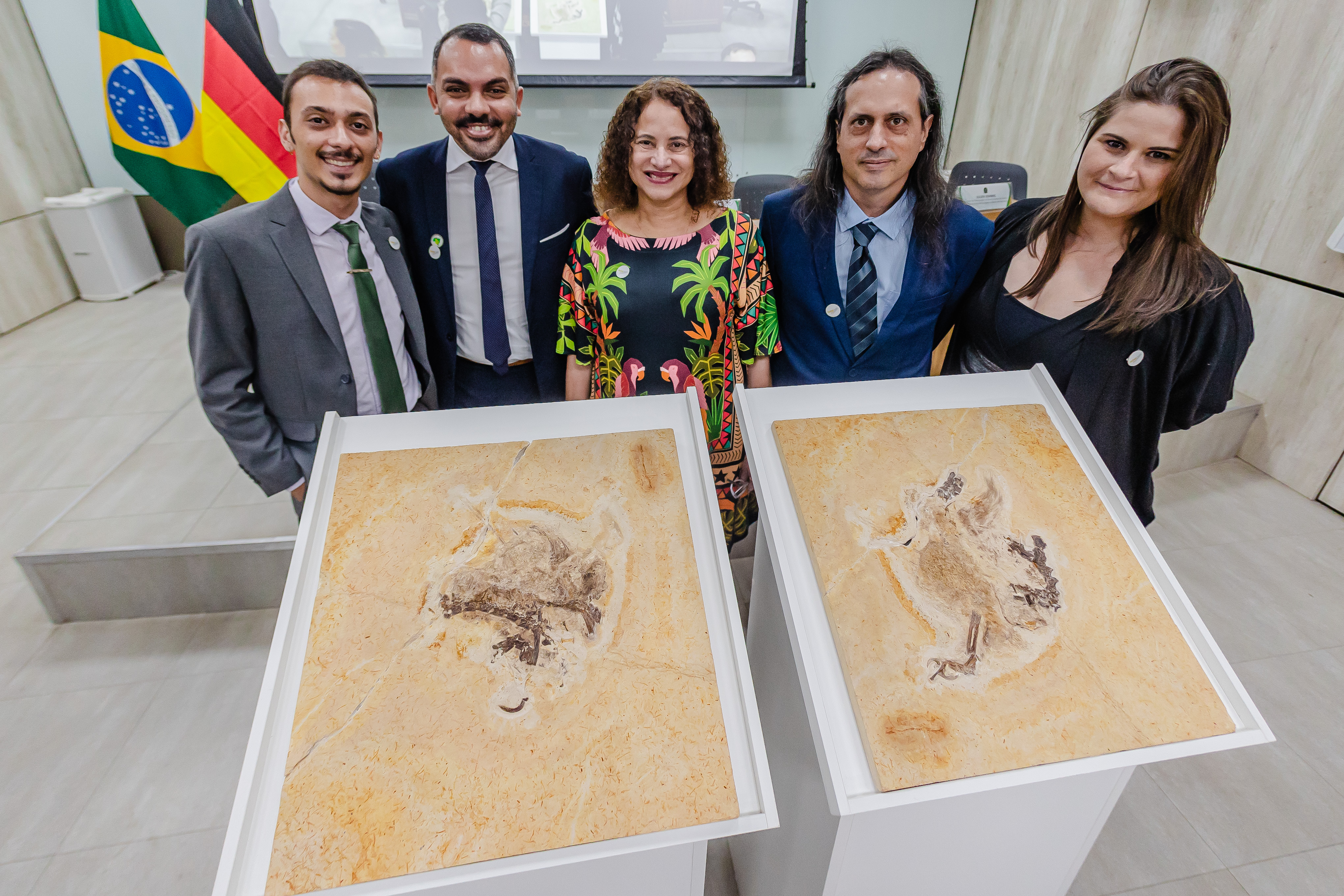
De terugkeer

In 2020 werd de typesoort Ubirajara jubatus benoemd en beschreven door Robert S.H. Smyth, David Michael Martill, Eberhard Frey, Hector Eduardo Rivera-Sylva en Norbert Lenz. De geslachtsnaam betekent de "Heer van de Speer" in het Toepi, een verwijzing naar de schouderstekels. De soortaanduiding jubatus betekent "voorzien van een maan" in het Latijn. Wegens de controverse werd het artikel, reeds door het tijdschrift Cretaceous Research on-line gepubliceerd, in september 2021 teruggetrokken voordat het gedrukt kon worden. Volgens de regels van het ICZN zijn voorlopig gepubliceerde namen ongeldig totdat ze gedrukt worden. Formeel is de naam daarmee een ongeldige nomen non rite publicatum. Vermoedelijk zal een nieuwe naam gegeven worden. Juli 2022 stemde het museum in met een terugkeer naar Brazilië. Op 13 juni 2023 kwamen de platen aan in het museum Plácido Cidade Nuvens.

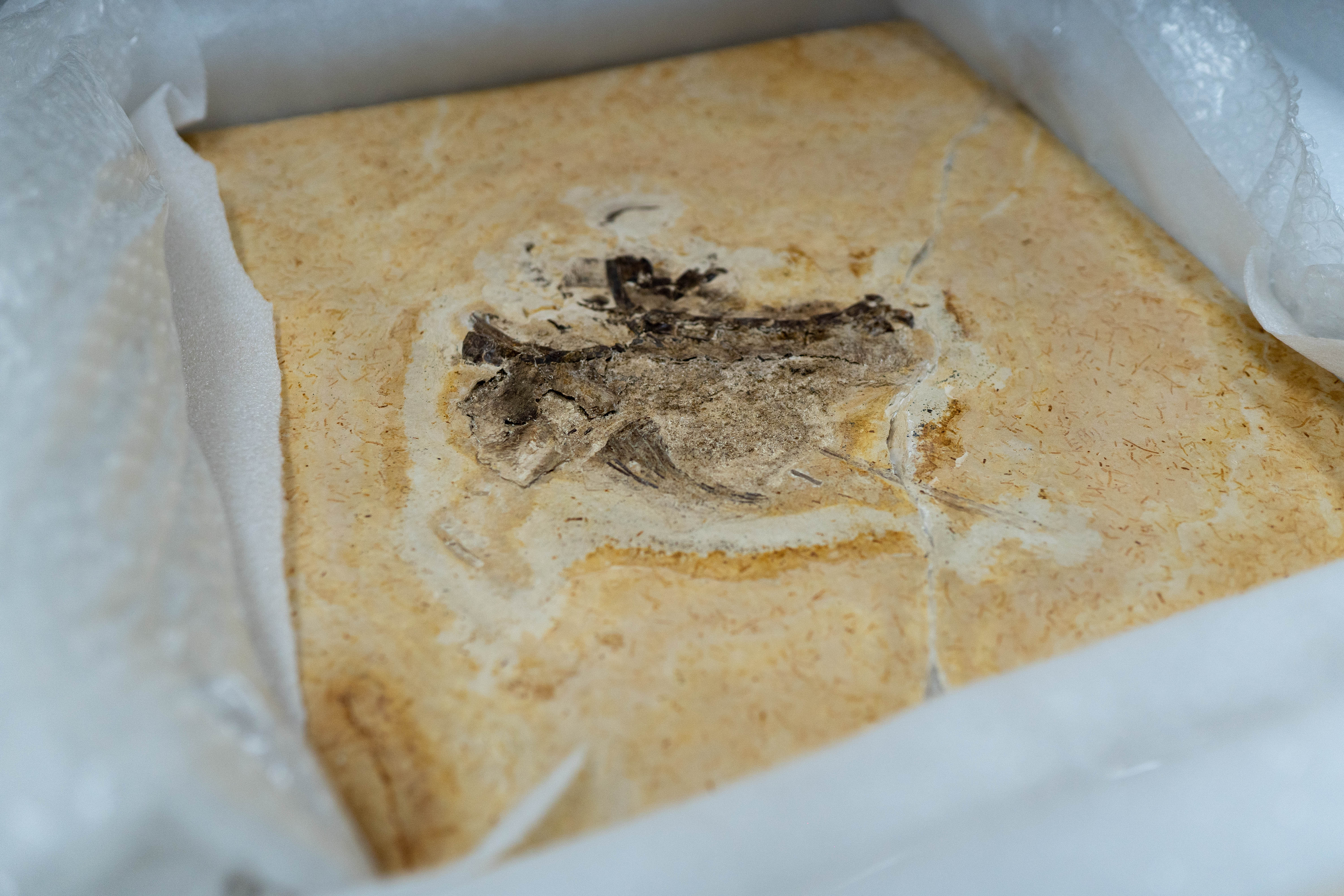
De tegenplaat

Het holotype, SMNK PAL 29241, is gevonden in een laag van de Cratoformatie die dateert uit het Aptien, ongeveer 115 miljoen jaar oud. Het bestaat uit een skelet zonder schedel op een plaat en tegenplaat. Het bewaart de tweede tot en met tiende halswervel, de eerste tot en met dertiende ruggenwervel, twee sacrale wervels, de schoudergordel, de linkervoorpoot inclusief hoornschachten van de handklauwen, een nekrib, zeven ribben en vijftien buikribben. De beenderen liggen grotendeels in verband. Het splijten heeft de schoudergordel beschadigd. Delen van de buikribben zijn slechts aanwezig als natuurlijke afgietsels. Het fossiel omvat verder delen van het verenkleed en huidresten. Daarnaast zijn mogelijk resten van organen in de buikholte bewaard. Het betreft een onvolgroeid dier en wellicht een mannetje.

## Beschrijving

### Grootte en onderscheidende kenmerken
Het holotype heeft een geschatte lengte van een meter. De volwassen lengte kan hoger gelegen hebben.
De beschrijvers stelden enkele onderscheidende kenmerken vast. Deze vormen een unieke combinatie van op zich niet unieke eigenschappen. Het schouderblad heeft 81% van de lengte van het opperarmbeen dat dus ongeveer een kwart langer is, in plaats van min of meer dezelfde lengte te hebben of veel langer te zijn, de twee toestanden bij andere compsognathiden (bij de compsognathide Scipionyx is de verhouding overigens 90%). De bovenranden van de doornuitsteeksels van de sacrale wervels zijn 15 tot 27% langer dan de horizontale lijn van hun bases, in plaats van veel langer te zijn zoals bij Mirischia. Het laatste kenmerk is een mogelijke autapomorfie, unieke afgeleide eigenschap, maar de toestand kan bij de meeste comspognathiden niet gecontroleerd worden.

### Skelet

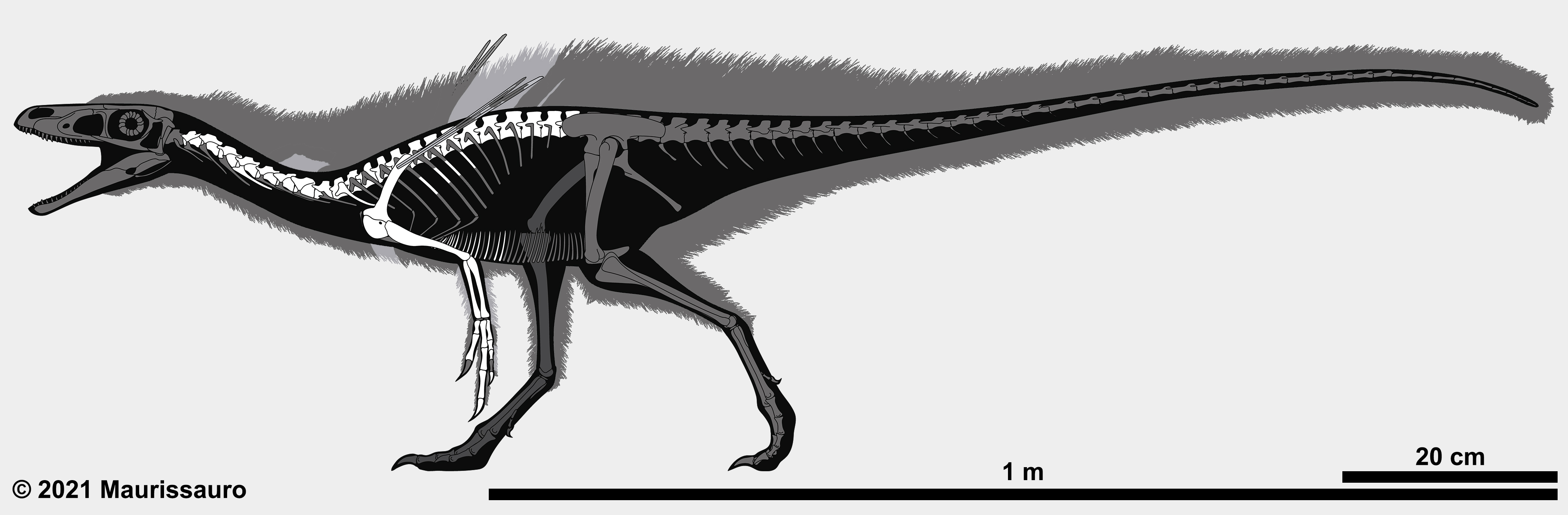
Een diagram van de gevonden skeletelementen

#### Wervelkolom
De nek heeft een bewaarde lengte van 169 millimeter. De halswervels hebben geen pleurocoelen, pneumatische uithollingen waar de uitlopers van de luchtzakken binnendringen. Ze zijn alle licht opisthocoel, bol van voren en hol van achteren. Hun doornuitsteeksels zijn tweemaal breder in zijaazicht dan hoog en hebben een rechthoekig profiel, net als bij Compsognathus. De voorste gewrichtsuitsteeksels zijn relatief lang, 40% langer dan de achterste, een kenmerk gedeeld met Huaxiagnathus. De voorste halswervels zijn tot driemaal langer dan hoog. Ze hebben vrij grote epipofysen; de achterste halswervels vermoedelijk tamelijk kleine.
De rug heeft een bewaarde lengte van 219 millimeter. De voorste doornuitsteeksel zijn vrij dun en hellen naar achteren onder een hoek van 55°. Van de vijfde wervel af zijn ze laag en breed met de befaamde waaiervorm van compsognathiden met een doorn op de voorrand waarmee het uitsteeksel via een pees verbonden was met de voorgaande wervel. Bij de dertiende wervel heeft het meer vierkante dooruitsteeksel een inkeping in de voorrand die lijkt op de uitholling bij Sciurumimus. De wervels zijn amfiplat, vlak aan beide uiteinden van het wervellichaam, en worden tamelijk langgerekt in het midden van de rug. Ze hebben geen zichtbare pleurocoelen.
De sacrale wervels van het heiligbeen hebben doornuitsteeksels die wat smaller en hoger zijn dan bij de rug en hebben sterk bolle bovenranden. De wervelbogen zijn niet speciaal hoog, anders dan bij Mirischia.
Acht linkerbuikribben en de middensegmenten van zeven rechterbuikribben zijn bewaard gebleven. Het werd geschat dat de korf van de buikribben vooraan een breedte overdwars had van veertien centimeter. De buikribben hebben middensegmenten die tameijk dik zijn en tot drie aanliggende middensegmenten overlappen. De buitenste segmenten zijn driemaal smaller.

#### Ledematen
Het schouderblad is erg langwerpig, elfmaal langer dan het middel van het blad maar dat is normaal voor compsognathiden. Dat nauwste punt ligt vrij vooraan, net als bij Juravenator; meestal is het in het midden geplaatst. De processus acromialis heeft de normale driehoekige vorm. De verbreding aan de zijde van het ravenbeksbeen is sterk. Het ravenbeksbeen is halfcirkelvormig. Het heeft het gebruikelijke driehoekige uitsteeksel naar achteren onder het schoudergewricht.
De arm is nogal lang. Het opperarmbeen heeft een lengte van vierentachtig millimeter. De deltopectorale kam, tweemaal zo breed als de schact, beslaat het bovenste derde deel ervan, een normale bouw voor compsognathiden. De onderarm is recht met cilindervormige pijpbeenderen. Het spaakbeen heeft een lengte van drieënvijftig millimeter, dus 63% van de lengte van het opperarmbeen, wat een vrij normale verhouding is. De ellepijp is achtenvijftig millimeter lang en met een maximale diameter van twaalf millimeter een kwart dikker dan het spaakbeen. De afgeronde processus olecrani, het bovenste uitsteeksel waarmee de onderarm gesterkt werd, is erg kort. Dat is een kenmerk dat met verschillende compsognathiden gedeeld wordt, zoals Sinocalliopteryx; andere als Sinosauropteryx hebben juist een krachtig olecranon. De minimumdiameter is zes millimeter. Het onderste uiteinde is een centimeter breed.
Er zijn geen polsbeenderen aangetroffen. Wellicht waren ze bij het jonge dier nog niet verbeend. De middenhand telt drie middenhandsbeenderen. Het eerste middenhandsbeen is met zo'n dertien millimeter tweemaal langer dan breed aan het onderste uiteinde. Van de onderste gewrichtsknobbels is de binnenste een derde groter dan de buitenste. Tussen beide condylen loopt een diepe trog die doorloopt over de palmzijde en duidt op een dikke pees voor een zeer krachtige buigende spier. Het tweede middenhandsbeen is circa vijfentwintig millimeter lang. Het is bijna even breed als het eerste middenhandsbeen. Half zo breed is het derde middenhandsbeen, met een lengte van drieëntwintig millimeter.
Bij de eerste vinger is het eerste kootje extreem robuust, een derde breder dan bij verwanten. het bovenvlak toont een diepe holte wat wijst op een goede mobiliteit. De duimklauw werd als wapen gebruikt. Er is diepe en lange trog voor de pees van de buigende spier, weer uitlopend over de palmzijde. De andere twee vingers hebben scharniergewrichten bovenaan, voor een simpele beweging op en neer. Het eerste kootje van de tweede vinger is erg beschadigd maar zou vijftien millimeter lang kunnen zijn. Het bovenvlak ervan is vier millimeter breed, overdwars hol en mist een "hiel" aan de onderzijde. De peestrog wordt hier begrensd door twee stompe richels die naar beneden samenvloeien. Het tweede kootje is achtentwintig millimeter lang. Ook daarvan is het bovenvlak vier millimeter breed. Het ovale ondervlak is drie millimeter breed. Beide gewrichtsknobbels, gescheiden door een ondiepe trog, zijn even groot en dragen scherpe richels die op het bovenvlak doorlopen. Bij de derde vinger is het eerste kootje acht millimeter lang, het tweede een centimeter. Dat laatste heeft een twee millimeter uitstekende hiel. Het bovenvlak is vijf millimeter breed, het ondervlak drie millimeter, een 1,2 millimeter naar achteren uitstekend. De buitenste gewichtsknobbel heeft op het buitenvlak een brede en diepe put voor het gewrichtskapsel, naar boven uitlopend. Het derde kootje is niet bewaard maar werd ook op een centimeter lengte geschat.
Het fossiel bewaart twee linkerhandklauwen, vermoedelijk een tweede en een derde. De kleinere klauw is veertien millimter lang, de grotere achttien millimeter. Bij de meeste theropoden zijn de tweede en derde klauw ongeveer even groot, en veel kleiner dan de eerste klauw, maar bij compsognthiden is de tweede klauw typisch van dezelfde omvang als de eerste. De klauwen zijn relatief klein en matig gekromd, howel lengte en kromming worden versterkt door de bewaarde hoornschachten. Bovenzijde en onderzijde zijn overdwars bol. Het bovenste vijfde deel van de onderkant wordt beslagen door een bult voor de pees van de krommende spier in de vorm van een afgeronde rechthoek, zoals bij de meeste verwanten.

### Verenkleed
Het verenkleed omvat slanke haren, zogenaamd SMF (Slender Monofilamentous Integument), aan de basis van de nek die naar achteren langer worden over de romp, resulterend in een manenvacht van elf centimeter lengte. Daarvan speculeerde men dat die door huidspieren opgezet kon worden om mee te dreigen. Voor het bewegen door dichte bosjes konden de manen dan platgelegd worden. De haren zijn te zien aan de bovenkant van de zevende, achtste en negende halswervel, de voorste kant van de borstkas, en de bovenrand en bovenzijde van de doornuitsteeksels van de achterste achtste tot en met dertiende ruggenwervels. Zulke haren bevinden zich ook in de zone rond de bovenkant en onderkant van de voorpoot, inclusief de bovenkant van de hand. De haren zijn aan hun uiteinden niet gespleten, howel ze elkaar soms kruisen. De haren aan de basis van de nek zijn achttien tot vierentwintig millimeter lang. Ze staan haaks op de nek. Sommige haren liggen met de punten naar elkaar toe, door de kromming van de nek. Op de voorkant van de borstkas zijn de haren drie tot achttien millimeter lang. De haren op de achtste ruggenwervel zijn zeven centimeter lang en dat neemt toe tot elf centimeter boven de negende en tiende ruggenwervel. De haren aan de bovenzijde van de onderarm zijn een halve tot een hele centimeter lang. Aan het onderste uiteinde is dat toegenomen tot anderhalve centimeter. Op het spaakbeen zijn de haren wat langer dan op de ellepijp. De filamenten op de hand hebben een lengte tussen de drie en acht millimeter. Ze lopen door tot aan de klauwbases. Ieder haar heeft een diameter van 0,3 millimeter en lijkt een holle kern te hebben.
Daarnaast is er een uniek paar tot vijftien centimeter lange langwerpige stijve lintvormige structuren die vermoedelijk aan de schouder ontspruiten. Aangenomen werd dat de tegenovergelegen schouder eenzelfde paar linten droeg. Deze dienden vermoedelijk om mee te pronken, wellicht tijdens een balts. Gelijkende structuren toont de moderne Wallace' paradijsvogel, Semioptera wallacii. De kaarsrechte platte linten bestonden uit keratine, zonder enige verbening, en hebben een verstevigende scherpe centrale richel van 0,1 millimeter breed, een halve centimeter voor het uiteinde ophoudend. Hun zijkanten lopen evenwijdig, slechts vlak voor het uiteinde taps toelopend. Het bovenste lint, met een lengte van vijftien centimeter, heeft een dwarsdoorsnede van 4,5 millimeter, het onderste, veertien centimeter lang, van 2,5 millimeter. De structuren, de Broad Monofilamentous Integuments, liggen in het fossiel schuin naar achteren en beneden onder de heup. De beschrijvers meenden dat ze normaliter evenwijdig aan de ruggengraat liepen maar dat ze ook opgezet konden worden, naar boven en voren. Ze dachten dat ze aan de schouderbladen vastzaten; op de armen zouden ze te hinderlijk zijn geweest. Eigenaardig is dat ze al gevormd waren voor het dier volwassen was. Bij de Neornithes is dat nooit het geval maar het verschijnsel is wel bekend van sommige Enantiornithes en Wulong. De structuren zouden geen langwerpige penveren geweest zijn en ook niet homoloog zijn aan de styliforme structuren van Scansoriopterygidae daar de aanwezigheid een vleugelmembraan hoogst onwaarschijnlijk geacht werd gezien het feit dat de bouw van het skelet tamelijk standaard is.

### Weke delen
De röntgenfoto's laten in de borstkas en buikholte structuren zien. Die vormen echter een vrij amorfe ruwe korrelige massa. Ook zijn er geen resten van voedsel in zichtbaar. Het werd daarom waarschijnlijk geacht dat het niet om de ingewanden gaat maar om lijkenwas. De korrels zouden in ieder geval geen schubben zijn.
Boven de doornuitsteeksels van de rug ligt een dunne laag week weefsel met een vezelachtige structuur in de lengterichting van het lichaam. Dit werd geïnterpreteerd als een deel van de huid, het dichte stratum compactum van de epidermis. Boven deze laag, zes millimeter boven de doornuitsteeksels, is een rij van negentien rechthoekige structuren zichtbaar, met de lange as verticaal gericht. Het zou om haarzakjes kunnen zijn van het primitieve verenkleed. Het uitdrogen van de huidspieren in de zoute afzettingsomstandigheden van de Cratoformatie zou de maan opgericht hebben in de positie die nu bij het fossiel zichtbaar is.
Bij de handklauwen zijn de hoornschachten nog aanwezig, hecht verankerd in hun oorspronkelijke positie. De tweede klauw is intact, de derde gespleten. De schachten vergroten de lengte van de klauwen aanzienlijk, zo'n 40%, bij de tweede klauw van achttien naar zesentwintig millimeter bij de derde klauw van veertien naar negentien millimeter. De bovenschacht is opvallend donkerder dan de onderste schacht, de subunguis. Die laatste heeft een scherpe snijrand die veel dikker is dan de bovenrand. De schachten bedekken het uiterste twee derden deel van de beenkern van de klauw. De bovenschacht heeft een trog in de onderzijde die past over een aderkanaal in de bolle bovenkant van de beenkern. Dat kanaal loopt door tot het gewrichtsvlak. Een tweede aderkanaal loopt over de buitenste zijkant van de beenkern, verbredend naar het gewrichtsvlak toe en uitlopend in een grote put.

## Fylogenie
Ubirajara werd in de Compsognathidae geplaatst, als zustergroep van een klade bestaande uit Sinosauropteryx en Compsognathus. In dat geval is het de eerste theropode met lichaamsbedekking die uit Gondwana bekend is, met uitzondering van vogels. Het is daarbij de meest basale bekende theropode met pronkorganen. Het is ook de eerste dinosauriër, buiten de vogels, die in de Cratoformatie is gevonden.
Synapomorfieën, eigenschappen alleen gedeeld met compsognathiden, zijn lange en dunne nekribben, ruggenwervels zonder pleurocoelen, een eerste kootje van de eerste vinger dat bovenaan dikker is dan de middelste schacht van het spaakbeen, doornuitsteeksels van de ruggenwervels met haakvormige uitsteeksels voor de bevestiging van pezen, en doornuitsteeksels van de ruggenwervels die naar boven verlengd zijn en in zijaanzicht waaiervormig.

## Levenswijze
De aanwezigheid van de eigenaardige linten zou wijzen op een complex pronkgedrag. Door de bovenarm naar binnen te draaien zouden de stekels zijwaarts opgezet zijn. Dat een vrij eenvoudige vacht in gespecialiseerde pronkorganen ontwikkeld kon worden, zou een aanwijzing zijn dat echte penveren niet geëvolueerd zijn om te pronken maar voor een vliegende functie. Zulke stekels zijn vrij zeldzaam: bij Wallace' paradijsvogel worden ze opgezet en gevibreerd bij de balts terwijl de vleugels klikkende geluiden maken. Geopperd werd dat bij Ubirajara de stekels zelf een zoemend geluid zouden kunnen maken.
Bij Maniraptora, een meer afgeleide groep die ook de vogels omvat, bevinden zich de pronkorganen meestal op de staart. De beschrijvers stelden dat de staart van Ubirajara vermoedelijk een lange vacht op de staart had en dat die voor pronken minder geschikt was. Ze namen aan dat Maniraptora alle min of meer een vermogen tot vliegen of althans glijden hadden en daarom geen pronkorganen op de schouders bezaten, waar ze de aerodynamica negatief zouden beïnvloeden. Op de staart zou dat minder het geval zijn. De meer basale Ubirajara die zich vermoedelijk tot de grond beperkte, kon zich wel schouderstekels veroorloven.